# Joel Solis
Joel Angel Luis Solis (ur. 2 stycznia 1993) − peruwiański bokser kategorii piórkowej.

## Kariera amatorska
W 2012 roku był półfinalistą turnieju o puchar Pacyfiku w kategorii piórkowej. W półfinale przegrał z Kolumbijczykiem Victorem Julio..
W listopadzie 2013 roku zdobył srebrny medal na igrzyskach boliwaryjskich w Chiclayo. Rywalizację na tych igrzyskach rozpoczął od ćwierćfinału, w którym pokonał reprezentanta Chile Vojnica Opazo, wygrywając wyraźnie na punkty. W półfinale pokonał Ekwadorczyka Davida Padillę, awansując do finału igrzysk w kategorii piórkowej. W finale przegrał na punkty z Dominikańczykiem Héctorem Garcíą.